# Gloriosa superba
Gloriosa superba је врста цветних биљака пузавица из фамилије Colchicaceae. Најчешћи називи су ватрени љиљан, љиљан пузавица, пламени љиљан, љиљан славе, тигрова канџа, глориоса љиљан.

## Опис
Ова врста је вишегодишња биљка која расте из меснатог ризома. Она је пузавица, која се пење уз помоћ жилица, чије стабло достиже дужину од 4 метра. Листови су распоређени наизменично, а могу бити и супротно. Облика су копља, и на њиховим крајевима су витице које постижу дужину од 13 до 20 центиметара и уз помоћ којих се пењу. Атрактивни цвет има шест круничних листића сваки дужине од 5 до 7,6 центиметара. Углавном варирају од јарко црвене до наранџасте у зрелости, понекад са жућкастим базама. Обод латице може бити поприлично таласаст.  Шест прашника је дугачко до 4 центиметра, и сваки на свом врху има  кесе које избацују велике количине жутог полена. Тучак може бити дужи од 6 центиметара. Један цвет може тежити преко 2,5 грама. Плод је месната чаура од 6 до 12 центиметара дужине која садржи црвена семена. Врсте ове популарне баштенске биљке могу бити доста различите по особинама. На пример Лутеа има потпуно жути цветни омотач, Цитрина је жута са црвеним траговима. 

## Екологија
Биљка је углавном опрашена од стране лептира и сунчаних птица. Расте у различитим хабитатима, попут тропских шума, шумама, шикарама, степама као и пешчаним динама. Може расти на сиромашном земљишту. Налази се и на надморској висини до 2500 метара.

## Токсичност
Ова биљка је отровна, толико отровна да може довести до смрти код људи и животиња ако се поједе. Коришћена је за извршавање убистава, самоубистава и убијање животиња. Сваки део биљке је отрован, поготово ризом.  Као и код осталих врста из породице Colchicaceae,  ова биљка садржи висок ниво колхицина, отровног алкалоида. Такође садржи и алкалоид  глориоцин. У пар сати од конзумације довољне количине за интоксикацију, жртва може искусити мучнину, повраћање, укоченост, пецкање око уста, горење у врату, бол у абдомену и крваву дијареју која доводи до дехидратације. Даље последице су рабдомиолиза, илеус, хиповентилација, хипотензија, коагулопатија, хематурија, измењен ниво свести, напади, кома, а може се десити и полинеуропатија. Последице на дуже стазе могу бити љушћење коже и вагинално крварење код жена.  Колхицин је познат по томе да изазива опадање косе.  Један извештај о случају је описао пацијента који је случајно појео ризом и коме су отпале маље по телу, укључујући потпуну ћелавост.  Тровање може да се деси уколико се ризом ове биљке помеша са бататом или јамом. Биљка је опасна и за животиње.

## Употреба
Ова биљка богата алкалоидима  се дуго користила као лек у многим културама. Коришћена је за третман гихта, неплодности, отворених  рана, уједа змија, улцера, артритиса, колере, колике, проблема са бубрезима, тифуса, свраба, лепрозе, модрица, уганућа, хемороида, као и против више типова интерних паразита. Коришћена је као лаксатив и противотров. Сок биљке помаже код акни и вашки. Код трудних жена може изазвати побачај.  У деловима Индије, је усвојено као пракса да се аплицира за ублажавање бола током порођаја. У Нигерији се ова биљка користи за прављење отровних стрела, а у Индији као средство за заштиту од змија. Неке културе овај цвет сматрају магичним. Он је део религијских ритуала. Глориоса је национални цвет Зимбабвеа. Краљица Елизабета II је 1947. добила дијамантски брош облика овог цвета за њен двадесет први рођендан током путовања у Родезију, данашњи Зимбабве.

## Заштита и ширење
Ова биљка је честа у дивљини. Постоји велика потреба за њеном медицинском употребом, тако да је култивисана на фармама у Индији, али највећи део материјала од ове биљке долази од биљака које расту у дивљини. Ово је један од разлога за њено полагано  нестајање у деловима из којих оригинално долази. У Шри Ланки је постала реткост, а у Ориси се сматра скоро изумрлом. Пребачена у делове ван њене постојбине, постаје коров који се јако брзо шири. У Аустралији, на пример, може се пронаћи како расте у обалским деловима Квинсленда и Новог Јужног Велса. Такође је примећена као инвазивна врста на Куковим Острвима, Француској Полинезији, Кирибатима и Сингапуру.

## Култивација
Биљка се може размножити помоћу семена или вегетативно дељењем ризома. Проблеми током култивације укључују неадекватно опрашивање, гљивичне болести попут труљења ризома и лисна болест, као и штеточине попут мољаца. Ово је врста која се споро размножава, јер сваки подељен ризом може креирати једну нову биљку за годину дана. Неки лабараторијски експерименти са биљним ткивима су резултирали повећањем приноса. И плод и ризом се одвајају. Плод се суши и пресеца, а потом се семе вади и суши. Семе и ризоми се продају цели, у праху или као уљни екстрати.